# Tana Nile
Tana Nile es un personaje ficticio que aparece en los cómics estadounidenses publicados por Marvel Comics.

## Historial de publicaciones
Tana Nile apareció por primera vez en Thor #129 y fue creada por Stan Lee y Jack Kirby.

## Biografía
Tana Nile, es del planeta Rigel-3, era una líder miembro de los colonizadores de Rigel. En su intento de colonizar el planeta Tierra, Tana Nile tomó una forma humana como su compañera de cuarto Jane Foster. Tana tomó el control de la voluntad de Jane Foster, y a continuación, reanuda su forma Rigelliana. Ella trató de tomar el control de la Tierra, pero se le ordenó cesar su intento de colonizar la Tierra. Ella salió de la Tierra al darse una nueva asignación, y se le dijo que el Alto Comisionado de Rigel la había elegido para ser su esposa. Un tiempo después, se encontró con Thor durante su segundo viaje en el Galaxia Negra.
Más tarde, Tana Nile se encontró con Sif, Hildegarde y el marinero Silas Grant en el planeta Blackworld mientras ella luchaba contra Ego-Prime. Ella reveló que Ego-Prime era una losa que había retirado de Ego el Planeta Viviente y había tomado a Blackworld con el fin de transformarlo en un mundo habitable, pero que Ego-Prime había demostrado ser incontrolable. Blackworld fue destruido en una guerra nuclear, y Tana y sus aliados huyeron a la Tierra, perseguidos por Ego-Prime. Allí, ella se vio favorecido por Silas Grant en enfrentamientos con los monstruos de Ego-Prime. Tana asume una forma humana con el fin de vivir en la Tierra. Tana luego se convirtió en una aliada de Thor y los Asgardianos. Ella ayudó a Thor en la lucha contra los trolls. Ella visitó por primera vez Asgard. Ella fue capturada por Sssthgar, pero fue liberada por Thor y ella liberó a Odin, Hogun y Fandral del cautiverio. Acompañó a Thor a la Nebulosa Oscura para ayudar en rescatar a Sif y Karnilla. Ella acompañó de nuevo a Thor a Rigel-3, justo a tiempo para presenciar la destrucción de Rigel-3 por los Rhunians. A continuación, se reunió con el Gran Comisionado. Ella acompañó a Thor al planeta Rhun. A continuación, se despidió de Thor, mientras que Silas Grant anuncia que va a quedarse con su "buena amiga", Tana.
Tana visitó a Charles Xavier en la Academia en Massachusetts para aprender más acerca de los seres humanos. Durante una aventura en una dimensión alternativa creado por Franklin Richards, ella se enamoró de Howard el pato. Después de un beso espontáneo, Howard le dice de su apego a Beverly Switzler, y ella acepta que el romance con él es inapropiado.
Durante la historia de la aniquilación, Tana Nile enmarca a Ronan el Acusador de la Cámara de Fiyero a cambio de información sobre Ronan. Promete cazarla, junto con otras personas involucradas en el proceso, para descubrir la verdadera razón detrás de su despido. Más tarde, Tana Nile se unió con Gamora, Las Gracias, a una colección de las mujeres con super-potencia de toda la galaxia. Las Gracias, junto con gran parte del espacio conocido, se ve amenazada por Annihilus de su Aniquilación de onda. Tana no sobrevive.

## Poderes y habilidades
Gracias a los atributos alienígenas de la carrera rigeliana, Tana Nile tiene la capacidad de aumentar su propia densidad a voluntad, lo que aumenta su fuerza y resistencia al daño físico a niveles sobrehumanos. Ella tiene la capacidad psiónica para controlar la mente de otro humanoide o para anular el control de otro humanoide de sus músculos voluntarios (a través de la "mente empuje").
Tana Nile lleva una armadura de cuerpo de composición desconocida, que incluye dispositivos que le permitió reorganizar la estructura molecular de su cuerpo y la ropa a fin de ocultar a sí misma como una terrícola. Ella estaba armada con una "pistola de estasis" que puede proyectar energía de conmoción o el calor intenso. Ella también usa un dispositivo comunicador de rayo solar, que lleva en la muñeca, que le permite la comunicación instantánea entre la Tierra y Rigel través de la transmisión del hiperespacio.

## En otros medios

### Televisión
- Tana Nile apareció en The Super Hero Squad Show, episodio "Temen al Poder de... Modok".
- Tana Nile aparece en Ultimate Spider-Man, segunda temporada, episodio 18, "Guardianes de la Galaxia", con la voz de Grey DeLisle.[23]Ella es vista en un videojuego que Peter Parker y Sam Alexander estaban jugando.
- Tana Nile aparece en Guardianes de la Galaxia, segunda temporada, episodio 5, "Las Chicas Quieren Divertirse", con la voz de Jessica DiCicco.[24]Esta versión es la hija del Alto Comisionado de Rigel. Después de que Tana Nile huyó de Rigel-3 para continuar con su estilo de vida en el partido de conjunción como una manera de evitar a los Rigelianos que venían del ritual de la Edad llamado el Centrado, el Alto Comisionado contrató a los Guardianes de la Galaxia para traerla de vuelta a Rigel-3. Después de algunas dificultades y una estrategia especial de Drax el Destructor, los Guardianes de la Galaxia fueron capaces de detener a Tana Nile. Mientras que en su camino de regreso a Rigel-3 con Tana Nile, los Guardianes de la Galaxia son advertidos por el Alto Comisionado que Tana Nile puede hacer berrinches a la mayor parte del tiempo y no dejarla caer en manos de un grupo de Rigelianos rebeldes llamados los Empathetics. Como Tana Nile le recuerda a su hija fallecida, Drax trata de mantenerla en un buen estado de ánimo. Con el tiempo, la tensión de ser su prisionero a causa de Tana Nile para romper el juguete relleno de su hija fallecida de Drax, Sr. Rhinopus y huye de la nave en una vaina. Drax y Gamora la siguen a Scrapyard Drofnas donde están los Empathetics. Cuando los Empathetics comienzan a atacar a Drax el Destructor y Gamora, Star-Lord, Rocket Raccoon y Groot llegan al llamar al ejército rigeliano. Se puso de manifiesto durante este tiempo por Tana Nile y el Alto Comisionado de que el centrado incluye la purga del rigeliano de sus emociones para conseguir un mejor control de su telepatía. Cuando Tana Nile fue atrapada en el rayo tractor de la nave del Alto Comisionado con Drax también en peaje, ella acepta su destino mientras se pasa esta parte del centrado. Con el tiempo, Tana Nile decide seguir los pasos de su padre donde planea llevar a los Rigelianos en una era de la compasión y la mejor comprensión. Además, le envía por correo a Drax, un paquete que contiene al Sr. Rhinopus reparado. En el episodio 8, "Tú, yo y un perro llamado Cosmo", Tana Nile tiene una Conferencia de Paz Rigeliana en Knowhere entre el Alto Comisionado de Rigel y los Empathetics dirigidos por Jukka donde Gamora y Drax el Destructor ayudan con el equipo de seguridad. Cuando los creyentes Universales atacan Knowhere, Tana Nile convence a su padre y Jukka a usar su telepatía para lanzar a Drax el Destructor hacia la nave de los creyentes Universales.